# Phacellodomus
Phacellodomus é um género de ave da família Furnariidae.
Este género contém as seguintes espécies:
- Phacellodomus ferrugineigula
- Phacellodomus maculipectus
- João-de-pau, Phacellodomus rufifrons
- Phacellodomus sibilatrix
- Phacellodomus striaticeps
- Tio-tio, Phacellodomus striaticollis
- Graveteiro, Phacellodomus ruber
- Phacellodomus dorsalis
- João-botina-da-mata, Phacellodomus erythrophthalmus